# Joey Tempest

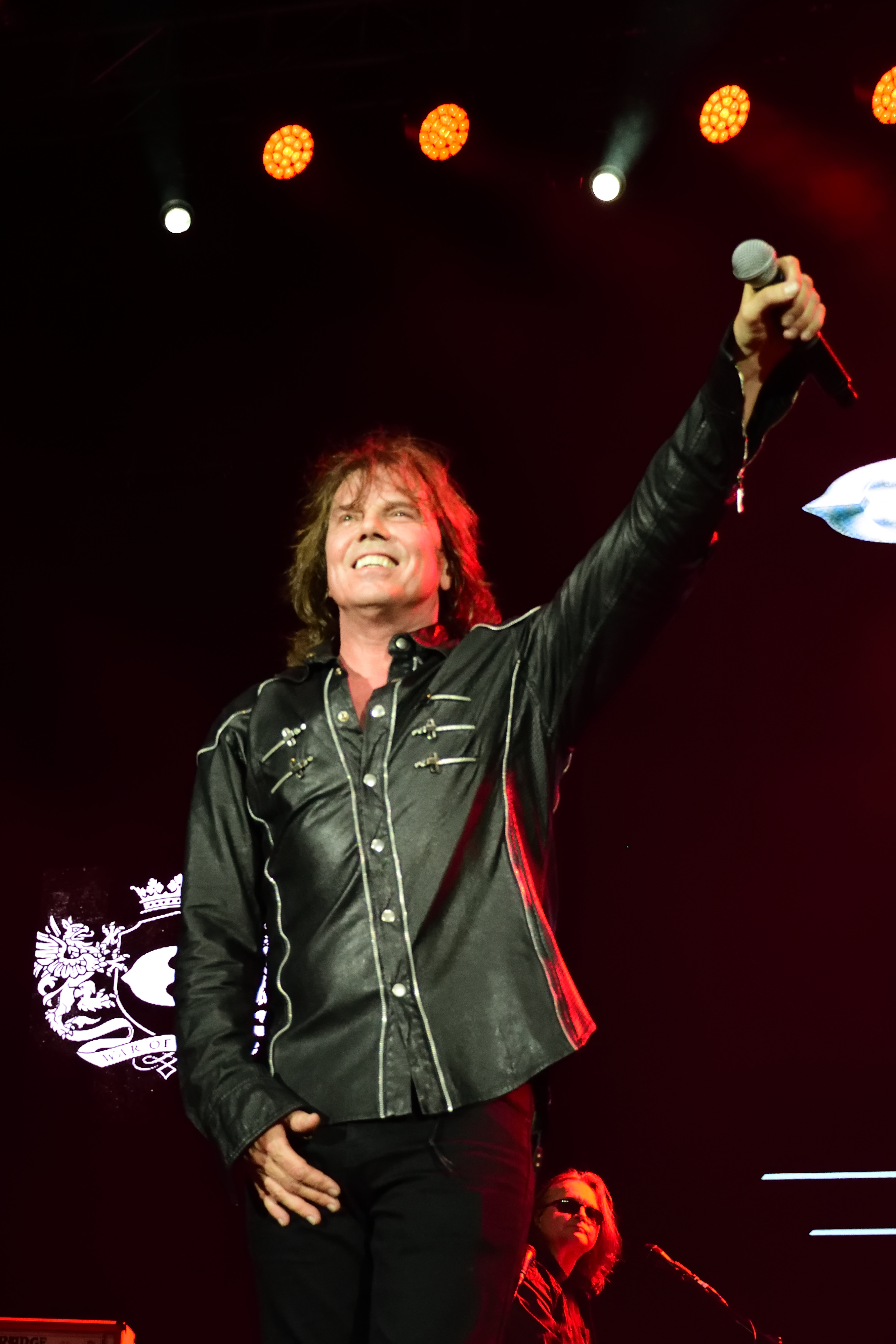
Joey Tempest, 2018

Joey Tempest (* 19. August 1963 in Upplands Väsby als Rolf Magnus Joakim Larsson) ist der Sänger der schwedischen Hard-Rockband Europe.
Nach der Auflösung der Band 1992 veröffentlichte Joey Tempest drei eigene Alben. Seit Herbst 2003 ist die Band wieder vereint und feierte mit dem im Oktober 2004 erschienenen Album Start from the Dark ein Comeback.
1998 sang er gemeinsam mit Anna Maria Kaufmann den DFB-Song Running with a Dream.
2016 und 2023 war Tempest Hauptsänger der Show-Tournee Rock Meets Classic.

## Diskografie
Siehe auch: Europe#Diskografie

### Alben
| Jahr | Titel                | Höchstplatzierung, Gesamtwochen, AuszeichnungChartsChartplatzierungen (Jahr, Titel, Platzierungen, Wochen, Auszeichnungen, Anmerkungen) | Anmerkungen |
| Jahr | Titel                | SE | Anmerkungen |
| ---- | -------------------- | --- | ----------- |
| 1995 | A Place To Call Home | SE7 (26 Wo.)SE |             |
| 1997 | Azalea Place         | SE7 (14 Wo.)SE |             |
| 2002 | Joey Tempest         | SE12 (2 Wo.)SE |             |

### Singles
| Jahr | Titel Album                   | Höchstplatzierung, Gesamtwochen, AuszeichnungChartsChartplatzierungen (Jahr, Titel, Album, Platzierungen, Wochen, Auszeichnungen, Anmerkungen) | Anmerkungen    |
| Jahr | Titel Album                   | SE | Anmerkungen    |
| ---- | ----------------------------- | --- | -------------- |
| 1992 | We Will Be Strong             | SE32 (2 Wo.)SE | mit John Norum |
| 1995 | A Place To Call Home          | SE27 (3 Wo.)SE |                |
| 1997 | The Match Azalea Place        | SE31 (4 Wo.)SE |                |
| 1997 | One In The Glass Azalea Place | SE56 (1 Wo.)SE |                |
| 2002 | Forgiven Joey Tempest         | SE33 (2 Wo.)SE |                |

mit Michael Schenker
- My Years with UFO (2024) (Tempest singt auf diesem Album als Gast lediglich das Lied „Only you can Rock me“)